# Drinske mučenice
Drinske mučenice su djevice i mučenice, blaženice Katoličke Crkve, časne sestre Družbe Kćeri Božje ljubavi koje su ubili četnici za vrijeme Drugog svjetskog rata na obali Drine kod Goražda.

## Povijest
Časne sestre Kćeri Božje ljubavi došle su u Sarajevo na poziv nadbiskupa dra Josipa Stadlera 1882. Poslala ih je utemeljiteljica reda Franziska Lechner. Otvorile su na Palama kod Sarajeva samostan „Marijin dom” 1911. godine. Održavale su nastavu osnovne škole i pomagale susjedima bez obzira na vjeru i narodnost.
Ratne 1941. godine, u samostanu na Palama bile su:
- predstojnica časna sestra Jula Ivanišević, Hrvatica, rođena u Godinjaku, Staro Petrovo Selo, * 25. studenog 1893. godine,
- časna sestra Berchmana Leidenix, Austrijanka, rođena u Enzerdorfu, * 28. studenog 1865. godine,
- časna sestra Krizina Bojanc, Slovenka, rođena u Zbureu, Šmarjeta, * 14. svibnja 1885. godine,
- časna sestra Antonija Fabjan, Slovenka, rođena u Malom Lipju, Hinje, * 23. siječnja 1907. godine,
- časna sestra Bernadeta Banja Hrvatica mađarskog porijekla, rođena u Velikom Grđevcu kraj Bjelovara, * 17. lipnja 1912. godine.

Časne sestre su njegovale bolesnike, pekle su kruh djeci državnog Dječjeg doma te pomagale siromahe i prosjake s Romanije. Dana 11. prosinca 1941. godine četnici su opkolili „Marijin dom”, opljačkali ga i odveli u zarobljeništvo sve redovnice i još neke druge zarobljenike. Vodili su ih po snijegu uz preslušavanja i ispitivanja do Carevih voda i Sjetline. 
Tamo je časna sestra Berchmana, shrvana od puta i zbog bolesti i starosti nije ih mogla slijediti po snijegu i hladnoći ostala te je ostala u Sjetlini, a kasnije ubijena 23. prosinca 1941. godine. Ostale četiri časne sestre odvedene su do Goražda, gdje su stigle 15. prosinca 1941. godine. Smještene su u zgradu vojarne na katu gdje su mučene. Vojarnom je tada zapovijedao major Jezdimir Dangić. Četnici su u pijanom stanju po noći provalili u sobe u kojima su bile časne sestre. 
Da bi sačuvale svoju čast, časne sestre su skočile kroz prozor gdje su se teško ozlijedile, nakon čega su ih četnici ubili i bacili njihova tijela u rijeku Drinu. Tih dana, bačeno je u Drinu oko 8 000 ljudi. Prvi koji je zapisao zločine bio je slovenski svećenik Franc Ksaver Meško, koji se tih dana nalazio na Palama. Napisano je više knjiga i članaka o tome. Od 2005. godine svakoga se 26. siječnja obilježava Dan sjećanja u Goraždu kao dan sjećanja na oko 1400 žrtava četničkog terora.

## Beatifikacija
Don Anto Baković je, kao svjedok mučeništva, među najzaslužnijima za pokretanje postulature. Postulatura izdaje bilten Drinske mučenice. Vicepostulatorica kauze za beatifikaciju je časna sestra Ozana Krajačić, urednica biltena i autorica Pozicije o mučeništvu, pod vodstvom patera Hieronima Fokcinskog.

### Završetak biskupskoga postupka
Završna sjednica istražnoga postupka za beatifikaciju redovnice M. Jule Ivanišević i četiriju njezinih susestara održana je 14. prosinca 2002., u prostorijama Vrhbosanskoga nadbiskupskog ordinarijata u Sarajevu. Dekret o pokretanju kauze napisan je 4. prosinca 1999. godine, a sjednica otvaranja postupka održana je 6. prosinca iste godine. Tijekom završne sjednice kardinal Vinko Puljić, postulator mons. Marko Josipović, promicatelj pravde dr. fra Velimir Valjan, sudac delegat mons. Mato Zovkić i tajnica kauze s. Sniježna Stjepandić potpisali su potrebnu dokumentaciju, koja je potom zapečaćena. Jedan primjerak prikupljene dokumentacije pohranjen je u arhiv Vrhbosanske nadbiskupije, a drugi predan postulatoru na prosljeđivanje Kongregaciji za proglašenje svetaca u Rim. Tekst od 36 stranica na talijanskome poslan je u Rim zjaedno s knjigama Drinske mučenice Ante Bakovića i Zavjet krvlju potpisan Slavice Buljan. Završnoj sjednici nazočile su i brojne redovnice Družbe Kćeri Božje ljubavi na čelu s vrhovnom poglavaricom časnom sestrom Lucynom Mroczek i provincijalkama zemalja u kojima ta Družba djeluje. Sjednica je završena molitvom za proglašenje blaženima časne sestre Jule Ivanišević i četiriju susestara.
Godine 2011., papa Benedikt XVI. pokrenuo je postupak beatifikacije pet časnih sestara.
Papa Benedikt XVI. je 14. siječnja potpisao dekret o mučeništvu Drinskih mučenica, koje su bile ubijene iz mržnje prema vjeri (lat. in odium fidei). Time je otvorio put njihove beatifikacije. Istoga dana papa je potpisao i dekret o beatifikaciji Ivana Pavla II.

### Beatifikacija u Sarajevu
Dana 24. rujna 2011. u 11 sati održana je u Sarajevu beatifikacija Drinskih mučenica u olimpijskoj dvorani Zetra. Beatifikaciju je predvodio papinski izaslanik i pročelnik kongregacije za proglašenje svetaca, kardinal Angelo Amato.
U propovijedi je kardinal Amato istaknuo, da je mučeništvo petero redovnica Družbe Kćeri Božje ljubavi "tragična, ali slavna stranica Crkve Katoličke u plemenitom narodu Bosne i Hercegovine". "Njihova pobjeda ima značenje mučenika prvih stoljeća, kada su poganski idoli zahtijevali nevine žrtve za nastavak njihovog prolaznog i nesigurnog postojanja. Tragedija njihovog ubojstva se dogodila za vrijeme nasilnog civilnog rata 1941-1945. godine", rekao je kardinal te podsjetio kako su ubojice, oslijepljeni protukatoličkom mržnjom i beskonačnim egoizmom, počinili pokolj grupe nemoćnih ali neukrotivih žena. "Sestre, budući da se nisu htjele podvrgnuti neurednoj volji ratnika, pokušavaju pobjeći da bi obranile dostojanstvo svoga posvećenja", kazao je kardinal i dodao da povijest Drinskih mučenica može izgledati kao primjer ljudi poniznih, koji ostaju i uvijek podliježu, pobijeđeni i poraženi. Ali u stvarnosti, to je pet redovnica koje su svojom čvrstom i blagom ustrajnošću pobjednice zla i njegove zatorne snage, istaknuo je kardinal Amato.
Na misi beatifikacije sudjelovalo je gotovo dvadeset tisuća vjernika iz Bosne i Hercegovine, Hrvatske i drugih zemalja iz koji su nove blaženice, hodočasnici iz drugih europskih zemalja, kao i prekooceanskih poput Brazila.
U koncelebraciji misnog slavlja bili su vrhbosanski nadbiskup kardinal Vinko Puljić, zagrebački nadbiskup kardinal Josip Bozanić, apostolski nuncij u Bosni i Hercegovini nadbiskup Alessandro D'Errico, apostolski nuncij u Republici Hrvatskoj nadbiskup Mario Roberto Cassari, apostolski nuncij u Kuvajtu, Bahrainu, Katru, Arapskim Emiratima i Jemenu te apostolski delegat na Arapskom poluotoku nadbiskup Petar Rajič, 29 biskupa iz Bosne i Hercegovine, Hrvatske, Crne Gore, Makedonije, Slovenije, Mađarske i Albanije te tristotinjak svećenika.
Organizaciji beatifikacije pridonijeli su brojni volonteri, policajci, vatrogasci, medicinsko osoblje i mediji. Toga je dana Olimpijska dvorana doista bila "najveća crkva u Bosni i Hercegovini", kako se slikovito izrazio kardinal Puljić.
Liturgiju je pjesmom popratio zbor od 1200 pjevača sastavljen od brojnih župnih zborova, a prije svete mise održan je meditativno-glazbeni program, u kojemu su nastupili domaći i inozemni izvođači.
Na mjestu stradanja vrhbosanski nadbiskup kardinal Vinko Puljić prije nekoliko godina blagoslovio je spomen-ploču.
Beatifikacija Drinskih mučenica u rujnu 2011. potaklo je svećenike sarajevskog dekanata na održavanje korone 24. svibnja 2012. u Goraždu.

## Mediji
Don Anto Baković redatelj je i scenarist dokumentarnog filma Drinske mučenice. Kao dijete živio je u rodnom Goraždu na rijeci Drini i bio je svjedok mučeništva Drinskih mučenica. Mnogo je učinio za postupak njihove beatifikacije svjedočenjem, knjigom i dokumentarnim filmom.

## Patronat
- Odobrenjem ordinarijata Vrhbosanske nadbiskupije, blagdan Drinskih mučenica u župi Presvetog Trojstva u Novome Travniku slavi se 24. rujna, čime su one postale suzaštitnicama župe.[8]

## Spomen
- U dvorištu samostana u Granešini blagoslovljen je 3. srpnja 2016. kip Drinskih mučenica od bijela lijevana kamena, rad Dragana Kwiatikowskog, a na prijedlog fra Bernardina Škunce.[9]
- Na oltarnu reljefu i triptihu Slava hrvatskih mučenika u kapelici Kraljice mučenika u Udbini 13. kolovoza 2015. postavljen je vitraj s prikazom Drinskih mučenica.[10]

## Vanjske poveznice
- Glas koncila o beatifikaciji
- Drinske mučenice na stranicama Kćeri Božje ljubavi (eng.  Arhivirana inačica izvorne stranice od 26. kolovoza 2011. (Wayback Machine), slov.  Arhivirana inačica izvorne stranice od 11. rujna 2011. (Wayback Machine))